# Villa del Carril
La Villa del Carril es un conjunto de viviendas ubicado en el extremo sudoeste del departamento Capital en el centro sur de la provincia de San Juan, al oeste de Argentina. Está en la aglomeración urbana del Gran San Juan.
Está delimitada aproximadamente por las calles: Avenida Córdoba al norte(San Juan), al norte; Comandante Cabot, al sur; Avenida España, al este y Paula Albarracin de Sarmiento, al oeste.

## Historia
La Villa del Carril debe su nombre a los antiguos propietarios de dicha área, descendientes en cuarta generación de Salvador María del Carril.
A principios del siglo XX en la zona existían viñedos que más tarde fueron retirados para dar paso a una "barriada" bien determinada en sus inicios, que después se extendió y no tiene límites claros. En 1913 se comienza con el parcelamiento.
Comenzó a desarrollarse, sin planificación alguna, de manera espontánea. Décadas después se comenzó el trazado de calles que mejoraran la circulación hacía los distintos puntos, tarea que emprendió la Unión Vecinal.
En 1942, cuando se decidió la división política actual de la provincia de San Juan, es decir en 19 departamentos, la Villa del Carril dejó de pertenecer administrativamente a Desamparados para pasar a ser un "barrio" más del departamento Capital.
La arquitectura de la zona no es uniforme ya que no hubo un proceso de construcción de casas a nivel masivo, porque lo que cada casa aporta su estilo. El terremoto de 1977 afectó algunas cuadras de la villa, afectando a varias viviendas por lo que se aprecian muchas construcciones de esa época ya sismorresistentes, pero otras conservan la misma construcción de adobe. Otro rasgo diferente es que no posee un espacio verde propio.
En el extremo noreste de la Villa del Carril se localizaba la Estación del Ferrocarril Andino, posteriormente denominada Estación San Martín, que funcionó hasta la década de los '90.

### Sismicidad
La sismicidad del área de Cuyo (centro oeste de Argentina) es frecuente y de intensidad baja, y un silencio sísmico de terremotos medios a graves cada 20 años en distintas áreas aleatorias.
El Terremoto de Caucete 1977 se produjo el 23 de noviembre de 1977, la región fue asolada por un terremoto y que dejó como saldo lamentable algunas víctimas, y un porcentaje importante de daños materiales en edificaciones.
El Sismo de 1861, que aunque dicha actividad geológica catastrófica, ocurre desde épocas prehistóricas, este terremoto señaló un hito importante dentro de la historia de eventos sísmicos argentinos ya que fue el más fuerte registrado y documentado en el país. A partir del mismo la política de los sucesivos gobiernos mendocinos y municipales han ido extremando cuidados y restringiendo los códigos de construcción. Y con el terremoto de San Juan de 1944 del 15 de enero de 1944 (81 años) el gobierno sanjuanino tomó estado de la enorme gravedad sísmica de la región.
El Día de la Defensa Civil, fue asignado por un decreto recordando el sismo que destruyó la ciudad de Caucete el 23 de noviembre de 1977, con más de 40.000 víctimas sin hogar. No quedaron registros de fallas en tierra, y lo más notable efecto del terremoto fue la extensa área de licuefacción (posiblemente miles de km²).
El efecto más dramático de la licuefacción se observó en la ciudad, a 70 km del epicentro: se vieron grandes cantidades de arena en las fisuras de hasta 1 m de ancho y más de 2 m de profundidad. En algunas de las casas sobre esas fisuras, el terreno quedó cubierto de más de 1 dm de arena.